# Ernesto Luna
Ernesto Javier Luna González (Maturín, 25 de junio de 1985) es un político venezolano, actual gobernador del estado Monagas y miembro del Partido Socialista Unido de Venezuela (PSUV).

## Carrera política
Antes de ser electo gobernador, Luna se desempeñó como Secretario de la Gestión Pública de la Gobernación de Monagas.

## Gobernador de Monagas
Ernesto Luna fue elegido gobernador en las elecciones regionales de 2021, tomando posesión del cargo el 2 de diciembre de 2021. Sucedió a Cosme Arzolay, quien había sido gobernador interino.